# Поваркасинське сільське поселення
Поварка́синське сільське поселення (рос. Поваркасинское сельское поселение) — муніципальне утворення у складі Цівільського району Чувашії, Росія. Адміністративний центр — присілок Поваркаси.
Станом на 2002 рік присілок Тагани перебував у складі Чурачицької сільської ради.

## Населення
Населення — 834 особи (2019, 896 у 2010, 1093 у 2002).

## Склад
До складу поселення входять такі населені пункти:
| Населений пункт      | Населення, осіб (2002) | Населення, осіб (2010) |
| -------------------- | ---------------------- | ---------------------- |
| Єлюккаси, присілок   | 213                    | 173                    |
| Каткаси, присілок    | 98                     | 76                     |
| Нові Ямаші, присілок | 39                     | 28                     |
| Поваркаси, присілок  | 494                    | 482                    |
| Тагани, присілок     | 249                    | 227                    |